# سد ایوایلوگراد
سد ایوایلوگراد (به لاتین: Ivaylovgrad Dam) یک سد و نیروگاه برقابی در بلغارستان است که در استان خاسکوو واقع شده‌است.